# Campeonato Africano de Atletismo de 2018 - Revezamento 4x100 m masculino
A prova dos 4 x 100 metros estafetas masculino do Campeonato Africano de Atletismo de 2018 foi disputada entre os dias 2 e 3 de agosto, no Estádio Stephen Keshi,  em Asaba,  na Nigéria. 

## Recordes
Antes desta competição, os recordes mundiais e do campeonato nesta prova eram os seguintes:
|                       | Nome                                                              | Nacionalidade | Tempo  | Local       | Data                 |
| --------------------- | ----------------------------------------------------------------- | ------------- | ------ | ----------- | -------------------- |
| Recorde mundial       | Nesta Carter, Michael Frater Yohan Blake, Usain Bolt              | Jamaica       | 36s 84 | Londres     | 11 de agosto de 2012 |
| Recorde do campeonato | Hannes Dreyer, Corne Du Plessis Sergio Mullins, Thuso Mpuang      | África do Sul | 38s 75 | Addis Ababa | 2 de maio de 2008    |
| Recorde africano      | Osmond Ezinwa, Olapade Adeniken Francis Obikwelu, Davidson Ezinwa | Nigéria       | 37s 94 | Atenas      | 9 de agosto de 1997  |

Os seguintes recordes foram estabelecidos durante esta competição:
| Data        | Evento | Atleta                                                          | Nacionalidade | Tempo  | Notas                 |
| ----------- | ------ | --------------------------------------------------------------- | ------------- | ------ | --------------------- |
| 3 de agosto | Final  | Henricho Bruintjies, Simon Magakwe Emile Erasmus, Akani Simbine | África do Sul | 38s 25 | Recorde do campeonato |

## Medalhistas
| Ouro                                                                                                  | Prata | Bronze                                                                                             |
| África do Sul · Henricho Bruintjies · Simon Magakwe · Emile Erasmus · Akani Simbine · Ncincihli Titi* | Nigéria · Ogho-Oghene Egwero · Ejowvokoghene Oduduru · Emmanuel Arowolo · Seye Ogunlewe · Enoch Olaoluwa Adegoke* | Costa do Marfim · Néhémiah N'Goran Gnamien · Hua Wilfried Koffi · Arthur Cissé · Ben Youssef Méité |

*Atletas que competiram apenas nas baterias

## Cronograma
Todos os horários são locais (UTC+1). 
| Data        | Hora  | Evento  |
| ----------- | ----- | ------- |
| 2 de agosto | 20:00 | Bateria |
| 3 de agosto | 19:20 | Final   |

## Resultados

### Bateria
Qualificação: 3 atletas de cada bateria (Q) mais os 2 melhores qualificados (q).
| Posição | Bateria | Nacionalidade   | Atletas                                                                       | Tempo | Notas |
| ------- | ------- | --------------- | ----------------------------------------------------------------------------- | ----- | ----- |
| 1       | 2       | África do Sul   | ?, Simon Magakwe, Ncincihli Titi, Emile Erasmus                               | 39.07 | Q     |
| 2       | 2       | Nigéria         | Enoch Olaoluwa Adegoke, ?, ?                                                  | 39.18 | Q     |
| 3       | 2       | Costa do Marfim | Ben Youssef Méité, Hua Wilfried Koffi, Néhémiah N'Goran Gnamien, Arthur Cissé | 39.55 | Q     |
| 4       | 1       | Gâmbia          | Alieu Joof, Assan Faye, Ebrahima Camara, Adama Jammeh                         | 40.04 | Q     |
| 5       | 1       | Quênia          | ?, ?, Mark Odhiambo                                                           | 40.24 | Q     |
| 6       | 2       | Zimbabwe        | Dickson Kapandura, Rodwel Ndlovu, Leon Tafirenyika, Tetenda Tsumba            | 40.37 | q     |
| 7       | 1       | Camarões        | ?, ?, Emmanuel Eseme                                                          | 40.44 | Q     |
| 8       | 1       | Burquina Fasso  | Sidiki Ouedraogo, Idrissa Compaore, Hugues Zango, Innocent Bologo             | 40.74 | q     |
| 9       | 1       | Seicheles       | ?, ?                                                                          | 41.74 |       |
| 10      | 2       | Etiópia         | Nathan Abebe, ?, ?                                                            | 43.29 |       |
| 11      | 1       | Senegal         | ?, ?                                                                          | DNF   |       |
| 12      | 2       | Gana            |                                                                               | DNS   |       |

### Final
| Posição           | Raia | Nacionalidade   | Atletas                                                                       | Tempo | Notas                 |
| ----------------- | ---- | --------------- | ----------------------------------------------------------------------------- | ----- | --------------------- |
| Medalha de ouro   | 4    | África do Sul   | Henricho Bruintjies, Simon Magakwe, Emile Erasmus, Akani Simbine              | 38.25 | Recorde do campeonato |
| Medalha de prata  | 5    | Nigéria         | Ogho-Oghene Egwero, Ejowvokoghene Oduduru, Emmanuel Arowolo, Seye Ogunlewe    | 38.74 |                       |
| Medalha de bronze | 7    | Costa do Marfim | Néhémiah N'Goran Gnamien, Hua Wilfried Koffi, Arthur Cissé, Ben Youssef Méité | 38.92 |                       |
| 4                 | 1    | Zimbabwe        | Leon Tafirenyika, ?, Dickson Kapandura, Ngoni Makusha                         | 39.37 |                       |
| 5                 | 3    | Quênia          | Peter Mwai, ?, Mike Mokamba Nyang'au, Mark Odhiambo                           | 39.77 |                       |
| 6                 | 6    | Gâmbia          | ?, ?, Assan Faye, Adama Jammeh                                                | 39.88 |                       |
| 7                 | 8    | Camarões        | Tarcicuis Jean, Maxime Petnga, Emmanuel Eseme, Nsangou Tetndap                | 39.93 |                       |
| 8                 | 2    | Burquina Fasso  | Sidiki Ouedraogo, ?, ?, Innocent Bologo                                       | 40.96 |                       |

Legenda
| Recorde mundial       | Recorde mundial (World record)               |                       | Recorde africano                      | Recorde africano (African) |                                           | Q | Classificado por posição (Qualified) |
| Recorde do campeonato | Recorde do campeonato (Championship record)  | Recorde da América    | Recorde da América (Americas)         | q                          | Classificado por melhor tempo (Qualified) |   |                                      |
| Melhor marca do ano   | Melhor marca do ano (World leading)          | Recorde asiático      | Recorde asiático (Asian)              | DNS                        | Não largou (Did not start)                |   |                                      |
| Recorde nacional      | Recorde nacional (National record)           | Recorde europeu       | Recorde europeu (European)            | DNF                        | Não terminou (Did not finish)             |   |                                      |
| Recorde pessoal       | Recorde pessoal do atleta (Personal best)    | Recorde da Oceania    | Recorde da Oceania (Oceania)          | DSQ / DQ                   | Desclassificado (Disqualified)            |   |                                      |
| Recorde da temporada  | Recorde da temporada do atleta (Season best) | Recorde sul-americano | Recorde sul-americano (South America) | NM                         | Sem marca (No mark)                       |   |                                      |